# Воробйов Володимир Анатолійович
Володимир Анатолійович Воробйов (рос. Владимир Анатольевич Воробьёв; 2 листопада 1972 у м. Череповець, СРСР) — російський хокеїст, лівий нападник. Майстер спорту міжнародного класу. Помічник головного тренера «Сєвєрсталь» (Череповець).

## З життєпису
Вихованець хокейної школи «Металург»/«Сєвєрсталь» (Череповець). Виступав за «Металург» (Череповець), «Динамо» (Москва), «Нью-Йорк Рейнджерс», «Бінгемтон Рейнджерс» (АХЛ), «Гартфорд Вульф-Пек» (АХЛ), «Гамільтон Бульдогс» (АХЛ), «Едмонтон Ойлерс», «Лонг-Біч АйсДогс» (ІХЛ), «Ак Барс» (Казань), «Салават Юлаєв» (Уфа).
В чемпіонатах НХЛ — 33 матчі (9+7), у турнірах Кубка Стенлі — 1 матч (0+0). В чемпіонатах СРСР/Росії провів 479 матчів (117+150), у плей-оф — 75 матчів (14+33). У чемпіонатах КХЛ — 101 матч (7+38), у турнірах Кубка Гагаріна — 8 матчів (1+0).
У складі національної збірної Росії учасник чемпіонатів світу 1995 і 1996 (14 матчів, 0+4).
Досягнення
- Чемпіон МХЛ (1995), срібний призер (1994, 1996)
- Чемпіон Росії (2005, 2006, 2008), срібний призер (2007), бронзовий призер (2001, 2010)
- Володар Кубка європейських чемпіонів (2006, 2007).

Тренерська кар'єра
- Помічник головного тренера «Сєвєрсталь» (Череповець) (з 2011, КХЛ).